# Station Starý Kolín
Station Starý Kolín (letterlijk: Oud Kolín) is een spoorwegstation in de Tsjechische gemeente Starý Kolín. Het station ligt aan lijn 010 die van Kolín via Pardubice naar Česká Třebová loopt. Station Starý Kolín ligt vijf kilometer ten oosten van station Kolín dílny, die binnen de gemeente Kolín ligt.
Kolín · Kolín dílny · Starý Kolín · Záboří nad Labem · Týnec nad Labem · Kojice · Chvaletice · Řečany nad Labem · Lhota pod Přeloučí · Přelouč · Valy u Přelouče · Pardubice-Opočínek · Pardubice-Svítkov · Pardubice hlavní nádraží · Pardubice-Pardubičky · Pardubice-Černá za Bory · Kostěnice · Moravany · Uhersko · Sedlíšťka · Zámrsk · Dobříkov u Chocně · Sruby · Choceň · Brandýs nad Orlicí · Bezpráví · Ústí nad Orlicí · Ústí nad Orlicí město · Dlouhá Třebová · Česká Třebová